# Équipe de Grèce de football à 5
Maillots
Léquipe de Grèce de football à 5 est constituée par une sélection des meilleurs joueurs grecs handisports sous l'égide de la Fédération de Grèce de football.